# Tiridates I de Armenia
Tiridates o Tirídates I fue rey de Armenia desde 53 hasta su muerte, así como el instaurador de la dinastía arsácida en el territorio, cuya administración perduraría hasta el derrocamiento de su último representante, Artaxias IV (428).
El emperador Nerón le coronó en 66 —a pesar de que su reinado se iniciara en el año antes señalado y experimentara dos interrupciones, una en 54 y otra en 58-63— en un intento de consolidar un territorio muy inestable debido a las consecuencias derivadas de la lucha entre romanos y partos. La coronación de Tiridates sentó un importante precedente por el que los reyes de Armenia serían príncipes partos, cuyo nombramiento dependería de la aprobación del Imperio romano. Cabe destacar además de este acontecimiento que, si bien convirtió a Armenia en una especie de «Estado satélite» de Roma, ciertos autores creen que implicaba una cesión de facto del territorio al Imperio parto.
Tiridates destacó también por ser un sacerdote zoroastriano; incluso en su coronación acudió a Roma acompañado de otros magi. A comienzos del siglo XX, Cumont especuló con la posibilidad de que Tiridates tuviese un papel relevante en el desarrollo del mitraísmo, al que considera en esencia un zoroastrismo romanizado; no obstante, esta teoría ha sido rechazada en numerosas ocasiones. Tiridates desempeña uno de los roles principales en la opera Radamisto de Händel, así como en Octavia, de Keiser.

## Ascenso al poder
Nacido de la relación entre Vonones II y una concubina helena, apenas conocemos nada de su niñez ni de su adolescencia, únicamente que la pasó en Media, territorio que administró su padre durante el reinado del hermano de este Gotarces II. El nombre Tiridates quiere decir «dado por Tir» —Tir era el dios armenio-parto de la literatura, la ciencia y el arte, derivado del avéstico Tishtrya y muy asociado a la divinidad helena Apolo. En el año 51, el procurator romano de Capadocia, Julio Peligno, invadió Armenia y arrasó el país, entonces dominado por el usurpador iberio Radamisto, que había asesinado a su tío Mitrídates.
Sin esperar instrucciones desde el imperio, el procurador romano reconoció a Radamisto como nuevo monarca de Armenia. El administrador de la provincia de Siria, Ummidio Quadrato, envió a Helvidio Prisco al mando de un importante contingente con la misión de poner orden en el territorio, pero la expedición tuvo que detenerse cuando llegaron órdenes desde Roma de no se llevase a cabo ninguna acción que el Imperio parto pudiera interpretar como una provocación.
En el año 52, el rey Vologases I de Partia aprovechó la inestabilidad de la zona para invadir Armenia, conquistando rápidamente Artaxata y proclamando a su hermano menor Tiridates como nuevo rey. Esta acción constituía una violación del acuerdo que había alcanzado Octavio con Fraates IV en el que se explicitaba que eran los romanos los que tenían el derecho de nombrar y coronar a los monarcas armenios. Vologases declaró que no podía permitir que el trono de Armenia, otrora propiedad de sus ancestros, acabara usurpado por un asesino. Una epidemia invernal y una insurrección liderada por su heredero Vardanes hicieron que Vologases tuviera que retirar sus tropas de Armenia, momento del que se valió Radamisto para volver e iniciar una severa política de represión que causó la rebelión del pueblo armenio y la proclamación como nuevo rey del príncipe parto Tiridates (55).
Radamisto se escapó con su esposa Zenobia que, a causa de su embarazo, pidió a su marido que acabara con su vida para no ser capturada. Radamisto la apuñaló con una daga meda y arrojó su cuerpo al Aras, pero la herida no resultó mortal y Zenobia sería encontrada por unos pastores que la enviaron con Tiridates, quien la recibió amablemente y la trató como un miembro más de la estirpe real. Radamisto pudo retornar a Iberia, donde su padre Farasmanes le condenó a muerte por haber conspirado contra el poder real.

## Guerra con Roma
La creciente influencia del Imperio parto en Oriente causó una enorme inquietud al emperador Nerón, que envió allí a Corbulón al mando de un gran ejército y con órdenes de restaurar el dominio romano en la zona. Como el comandante romano permanecería en campaña una importante temporada, un asmoneo llamado Aristóbulo recibió la administración de Armenia Menor —constituida esencialmente por Nicópolis y Satala— mientras que Armenia Sophene le correspondió a Sohaemo de Emesa. En la primavera de 58 Corbulón penetró en Armenia desde Capadocia y marchó hacia Artaxata mientras Farasmanes de Iberia atacaba desde el norte y Antíoco IV de Comagene realizaba una incursión por el sudoeste. Apoyado por su hermano, Tiridates envió columnas volantes para asaltar en varios puntos las columnas romanas, pero Corbulón contestó empleando las mismas tácticas y utilizó a las tribus nativas Moschoi para que saquearan las regiones fronterizas de Armenia. Tirídates pudo huir de la capital antes de que la capturaran los romanos, que la quemaron hasta los cimientos. Ese mismo verano, Corbulón avanzó hacia Tigranocerta a través de un duro terreno que pasaba por Taronitida, donde numerosos oficiales murieron en una emboscada orquestada por la resistencia armenia. Sin embargo, cuando alcanzaron la ciudad, ésta capituló y abrió sus puertas a excepción de una de las ciudadelas urbanas, destruida al asalto por los invasores. En este punto, la mayor parte del pueblo armenio había abandonado la resistencia y aceptado al príncipe nombrado por Roma.
Nerón nombró nuevo rey de Armenia al último de los descendientes reales de la monarquía capadocia, nieto de Glafira —la heredera de Arquelao de Capadocia— y Alejandro de Judea —el hermano de Herodes Arquelao y heredero de Herodes el Grande, que asumió el trono con el nombre de Tigranes VI. Su heredero Alejandro contraería matrimonio con Iotapa —hija de Antíoco VI— y obtendría el reino de Cilicia. Las victorias en Oriente complacieron al pueblo romano, que aclamó públicamente a su emperador y propició que este recompensara a Corbulón con la administración de la provincia de Siria. Tigranes recibió una guardia de mil legionarios, tres cohortes auxiliares y dos divisiones de caballería para que impidiera la invasión de su territorio, cuyos límites territoriales pasaron al dominio de los aliados romanos que había apoyado a Corbulón, entre los que destacan Polemón II, Parasmanes, Aristóbulo y Antíoco.

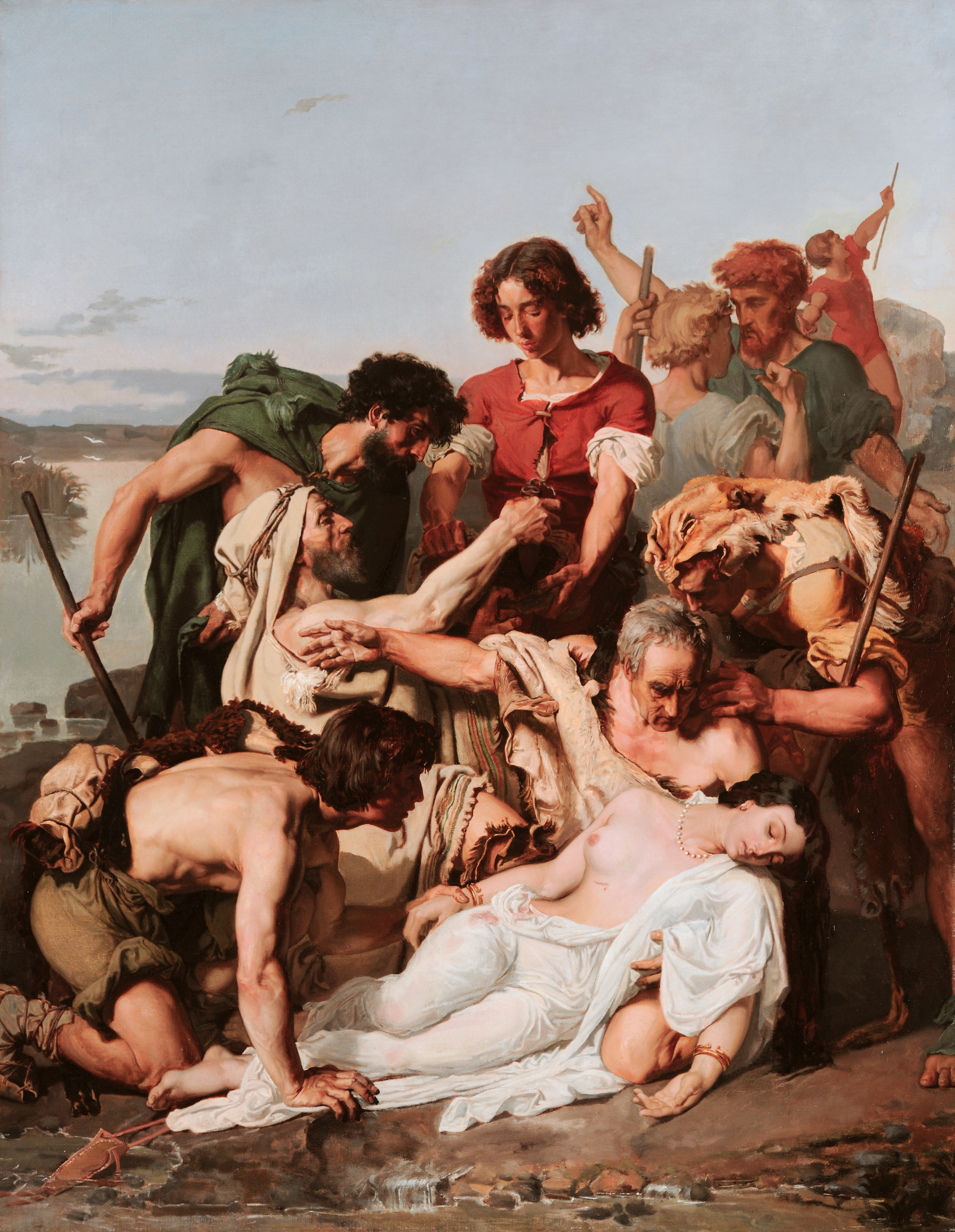
Zenobia encontrada por pastores en los márgenes del Aras.
Paul-Jacques-Aimé Baudry, c. 1848

Por el contrario, el emperador parto estaba ahora enormemente contrariado por el hecho de que un monarca extranjero ocupara de nuevo el trono armenio, pero no pudo apoyar de inmediato la causa de su hermano al hallarse combatiendo a los hircanios, que se habían rebelado. Tigranes aprovechó el impasse para invadir el reino de Adiabene y deponer a Monobaces (61), un vasallo de los partos.
Vologases consideró este movimiento como un acto de agresión de los romanos e inició una campaña para restaurar a Tiridates en el trono armenio, ordenando al spahbod Moneses —al que concedió el mando de un contingente de catafractos y auxiliares adiabenianos— expulsar a Tigranes de Armenia. El mismo Vologases participó en persona en la campaña tras acabar con los hircanios rebeldes. Cuando fue informado del inminente ataque, Corbulón mandó inmediatamente dos legiones lideradas por Verulano Severo y Vetio Bolano a apoyar a Tigranes, aunque con instrucciones secretas de actuar de forma cautelosa en lugar de agresiva. Escribió una carta a Nerón en la que le solicitaba el envío de otro comandante, pues ahora eran dos provincias —Armenia y Siria— las que se encontraban en peligro. El resto de las legiones serían estacionadas a orillas del Éufrates y las tropas irregulares en el resto de las provincias cercanas. Como la región tenía una importante escasez de agua, ordenó la construcción de defensas en los puentes y ocultó los arroyos enterrándolos con arena.
Moneses marchó a Tigranocerta, pero no pudo atravesar los muros de la ciudad al no estar sus tropas preparadas para un asedio de larga duración. Corbulón envió entonces a un centurión llamado Casperio al campamento de Vologases en Nisibis —ubicada a 37 kilómetros de Tigranocerta— con la petición de que los partos levantaran el sitio, requerimiento al que los partos accedieron, en parte debido a una plaga de langostas y a la escasez de pastos para su caballería, si bien a cambio de que se le entregara Armenia para alcanzar un acuerdo de paz. Vologases demandó que tanto las tropas romanas como los soldados partos fueran evacuados del territorio armenio, que Tigranes fuera depuesto y que Tiridates fuera reconocido, condiciones a las que decidió no acceder. Tras la ruptura de las negociaciones, Roma destinó a la región a Cesenio Peto, gobernador de Capadocia, para resolver la cuestión anexionando Armenia a la administración romana.
Pero Peto demostraría su incapacidad como comandante al conducir a las tropas romanas a una humillante derrota en la batalla de Rhandeia en 62, que comportó la aniquilación de numerosas unidades auxiliares y un grave quebranto de las legiones XII Fulminata, al mando de Calvisio Sabino, y de la IIII Scythica, comandada por Funisulano Vetoniano, por lo que Nerón concedió de nuevo el mando a Corbulón, que en 63 realizó una incursión en Melitene y penetró en Armenia, eliminando a todos los gobernadores regionales de los que sospechaba que pudieran apoyar a los partos. 
Ese mismo año Corbulón y Tiridates decidieron reunirse en Randeya para acordar un tratado de paz; la localización era importante para los dos: para el monarca armenio suponía la conmemoración de un campo de batalla en el que los partos habían alcanzado una trascendental victoria, mientras que para el comandante romano era esencial realizar un acto que acabara con la mala reputación de la zona. Cuando Tiridates entró en el campamento romano, se quitó la diadema real y la puso a los pies de una estatua de Nerón, acordando que no volvería a recibirla hasta que le fuera entregada de manos del mismo emperador en la capital. En ese momento Tiridates pasó a ser un rey vasallo del Imperio romano, que mantendría una guarnición permanente en el territorio. Tiridates —en compañía de Annio Viniciano— marchó de inmediato a Roma para participar en la ceremonia de coronación.

## Viaje a Roma
Antes de embarcarse para Roma, Tiridates hizo una visita a su madre y a sus dos hermanos en Media Atropatene y Partia. En la travesía —que duró nueve meses, en los que el monarca armenio cabalgó con su esposa y sus herederos a su lado— le acompañaba un séquito constituido por sus parientes y una representación de la nobleza armenia escoltada por 3000 soldados montados que cruzó Tracia, Iliria, la costa oriental del Adriático y el Piceno, en el noreste de Italia antes de alcanzar la capital.
El historiador Dion Casio le describe en estos términos: «Tiridates estaba en la flor de la vida, una notable figura en razón de su juventud, belleza, familia e inteligencia». En octubre de ese mismo año se produciría el primer encuentro entre Nerón y Tiridates en Neapolis (Nápoles). Tiridates dio muestra de su amor propio cuando se negó a entregar su espada en compañía del emperador, aunque a nadie le estuviera permitido estar armado cerca del princeps. En Puteolis (Pozzuoli) —localidad ubicada cerca de Nápoles— Nerón ordenó la celebración de pruebas de atletismo en honor a su invitado, que demostró su habilidad como arquero al disparar un proyectil entre los cuerpos de dos búfalos. Cabe destacar que el de Puteolis era el primer espectáculo en el que está probada la aparición de una gladiadora:

Nerón le admiró por esta acción [la negativa de Tiridates a desprenderse de su espada] y lo entretuvo de numerosas maneras, entre las que destaca la celebración de combates de gladiadores en Puteoli. Bajo la dirección de Patrobio, uno de sus libertos, ofreció un brillante y ostentoso espectáculo, como demuestra el hecho de que uno de los días no aparecieron personas, sino etíopes —hombres, mujeres y niños— en el teatro.

El clímax de las celebraciones estaría reservado para su estancia en la capital, decorada para la ocasión con banderas, antorchas y guirnaldas y cuyas calles estaban espléndidamente iluminadas por la noche y atestadas de personas.
El día siguiente a la llegada de Tiridates a Roma, Nerón entró en el Foro ataviado con ropas triunfales y rodeado de mandatarios y soldados, todos espléndidamente engalanados con sus resplandecientes armaduras. Mientras Nerón tomaba asiento en el trono imperial, Tiridates y su séquito avanzaron entre dos hileras de soldados hasta alcanzar el estrado en el que estaba el emperador, momento en que Tiridates se arrodilló con las manos unidas sobre el pecho. Cuando cesaron las aclamaciones de los excitados ciudadanos, el monarca armenio declaró:

Mi señor, soy descendiente de Arsaces y hermano de los reyes Vologases y Pacoro. He venido a ti, que eres mi Dios; te he adorado como al [Sol];
Debo ser aquello que me ordenes ser, porque eres mi destino y mi suerte.

Nerón replicó:

Has hecho bien en acudir aquí para disfrutar de mi presencia en persona. Aquello que tu padre no te ha legado y que tus hermanos no han podido preservar para ti, te lo doy, y te nombro rey de Armenia, de modo que tú, al igual que ellos, sepas que tengo el poder de arrebatar y conceder reinos.

Entonces Tiridates subió los peldaños de la tribuna y se arrodilló mientras Nerón colocaba la diadema real en su cabeza. Cuando el rey iba a arrodillarse de nuevo, Nerón le detuvo con la mano derecha y, después de besarle, ordenó que se sentara a su lado en una silla un poco menos alta que la suya, acto que el pueblo recompensó con una sonora ovación a ambos líderes. Como Tiridates hablaba en griego, un pretor interpretó y explicó sus palabras al público. Plinio escribe que Tiridates presentó a Nerón a sus acompañantes magi cuando acabó la ceremonia, mientras que Tácito destaca el enorme interés por todos los aspectos de la cultura romana que mostró el líder armenio.
Las celebraciones públicas continuaron después de la ceremonia de coronación. El interior del Teatro de Pompeyo estaba especialmente decorado para la ocasión, por lo que los ciudadanos romanos llamaron a este día «el día dorado». Las festividades diurnas no fueron menos fastuosas que las nocturnas: Toldos pintados con la púrpura real se colocaron como protección ante el calor del sol. Nerón, vestido de verde y con un tocado de conductor de carros, tomó parte en una carrera. En los banquetes nocturnos Nerón cantaba y tocaba la lira con un acompañamiento de cítara. Tiridates se mostró sorprendido e incómodo ante las excentricidades del emperador, mientras que sólo tenía elogios para Corbulón, al que expresó su sorpresa por servir a un amo como ese. No ocultó su punto de vista en presencia de Nerón y observó sarcásticamente:

Señor, tienes un maravilloso servidor en la persona de Corbulón."

Para conmemorar estos acontecimientos, el Senado concedió al emperador la corona lauréola y el título de imperator. Nunca en la historia romana se realizó una recepción diplomática que pudiera compararse a esta en tamaño o esplendor. Al tremendo desembolso efectuado para las celebraciones, hubo que añadir el hecho de que la administración imperial corriera con los gastos del viaje de Tiridates y su séquito, tanto el de ida como el de vuelta. Nerón llevaría a cabo otro imprudente dispendio al dar a Tiridates un presente de cincuenta millones de sestercios.
Al retornar a Armenia, Tiridates presenció una exhibición de pankration. Al ver que uno de los participantes continuaba recibiendo golpes después de haber caído al suelo, exclamó:

Esta es una lucha injusta. No es justo que un hombre que ha caído sea golpeado..

Espoleado por el aparente éxito diplomático, Nerón intentó convocar a Roma en varias ocasiones al rey parto Vologases, que, cuando no pudo continuar desatendiendo las peticiones del emperador romano sin desairarle, envió un despacho diciendo:

Es mucho más sencillo para ti que para mí atravesar tan importante cuerpo de agua. Por lo tanto, si vienes a Asia, podríamos reunirnos.

Existen teorías que establecen que la visita de Tiridates, un acontecimiento que impresionó enormemente a sus contemporáneos, sería empleada por los cristianos como base de la adoración de los Reyes Magos. La leyenda cristiana cambió Roma por Belén y sustituyó a Tiridates por Gondofares, un rey que ya estaba vinculado al cristianismo por su supuesta relación con Tomás el Apóstol.

## Periodo de paz

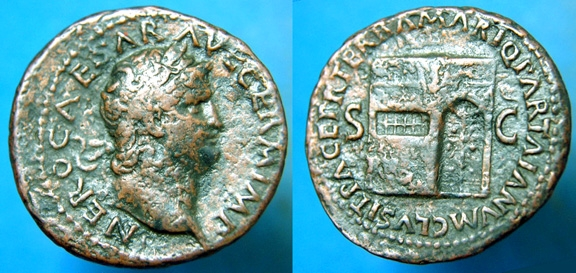
Moneda romana acuñada en 66 en la que se muestra la clausura de las puertas del Templo de Jano.

Con la conclusión de la disputa por el control de Armenia comenzó un periodo de paz en todo el Imperio romano, por lo que Nerón ordenó cerrar las puertas del Templo de Jano. Cuando Tiridates entró en su país, ordenó de inmediato a los más célebres artesanos armenios que reconstruyeran Artaxata, que pasaría a llamarse Neronia en honor al emperador; también embelleció la residencia real de Garni, con la construcción de opulentos monumentos y la adición de un nuevo templo. Por otro lado, el crecimiento del comercio entre ambos continentes permitió que Armenia consolidara su independencia de Roma. Ahora, el Imperio contaba con un leal aliado en ese país, incluso después de la muerte de Nerón y el ascenso al poder de Vespasiano. Políticamente, la paz obtenida en ese territorio constituyó una relevante victoria política de Nerón.
El beneficio inmediato de la estabilización de Armenia sería la posibilidad de que Roma centrara su atención en los problemas de Judea, donde el descontento ciudadano desembocó en el estallido de la primera guerra judeo-romana (66-73) tan sólo un año después de la coronación de Tiridates. Durante la contienda, el Imperio envió numerosos soldados a Judea desde Siria, lo que en situación de guerra habría sido imposible, puesto que hubiera comprometido la seguridad de la zona. La popularidad de Nerón se acrecentó enormemente en las provincias orientales, así como entre los armenios y los partos. La paz entre Partia y el Imperio romano duraría cincuenta años, hasta que el emperador Trajano invadiera Armenia (114).

## Guerra con los alanos
En 72 los alanos, una belicosa tribu sármata, realizaron una incursión en Media Atropatene y en varios distritos del norte de Armenia. Tiridates y su hermano Pacoro, rey de Media Atropatene, combatieron al invasor en numerosas batallas; en una de ellas, un soldado alano lo atrapó con una cuerda, pero el monarca armenio reaccionó rápidamente y pudo cortarla antes de resultar capturado. Tras saquear Armenia y Media Atropatene, los alanos decidieron retirarse con un enorme botín. El rey de Iberia pidió protección contra los alanos a Vespasiano, que contribuyó a la reconstrucción de Harmozica, una ciudadela localizada cerca de la capital iberia Mtsjeta, en las inmediaciones de la moderna Tiflis. Una inscripción aramea encontrada cerca de Tbilisi indica que Tiridates combatió a Iberia durante sus últimos años de vida. Desconocemos el año exacto de la conclusión de su reinado, y diversas fuentes mencionan a Sanatruces como su sucesor. Lo que sí sabemos a ciencia cierta es que el sobrino de Tiridates, Axidares, hijo de Pacoro II, alcanzaría el trono armenio en 110.